# Leonard Baskin

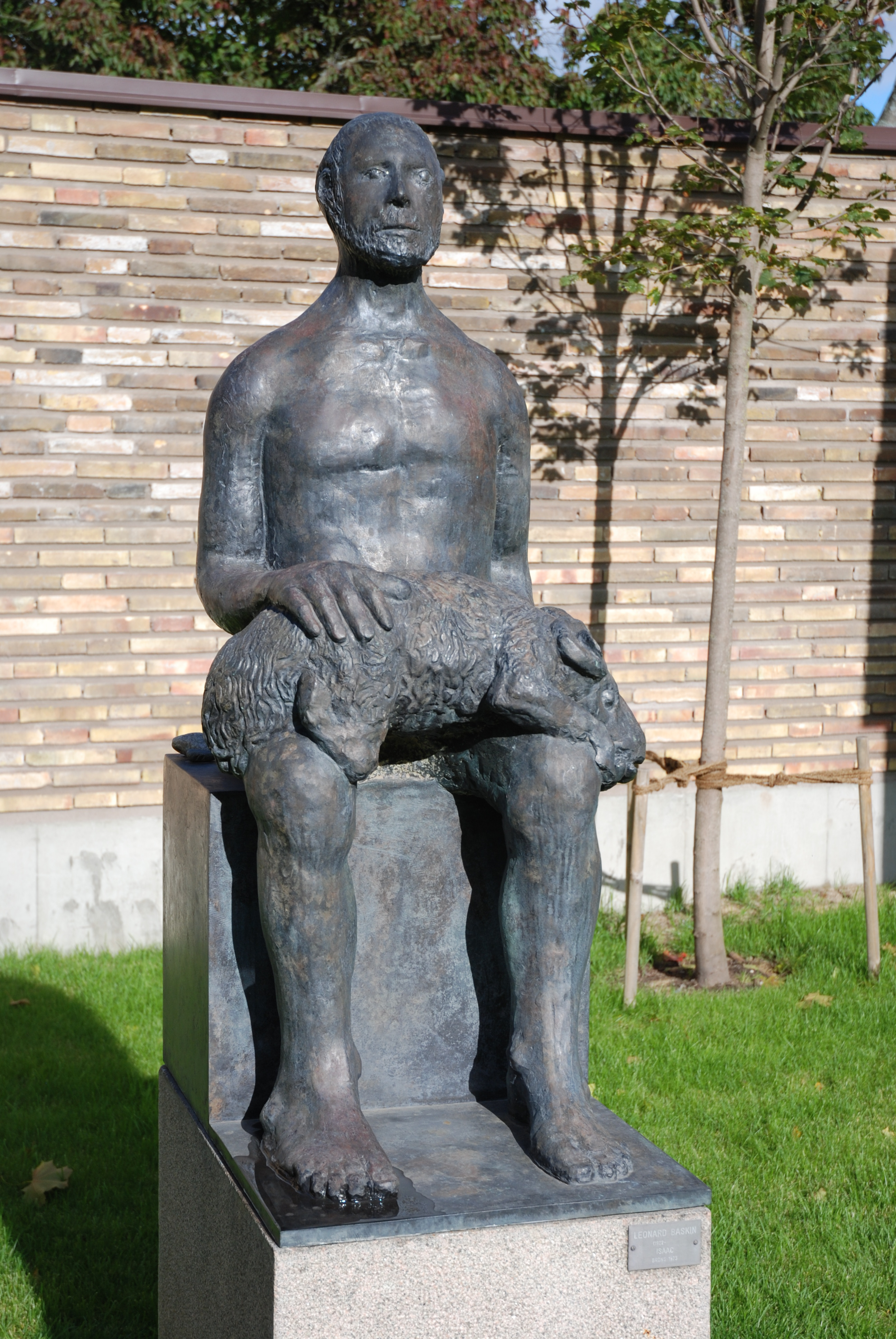
Isak, Marabouparken i Sundbyberg.

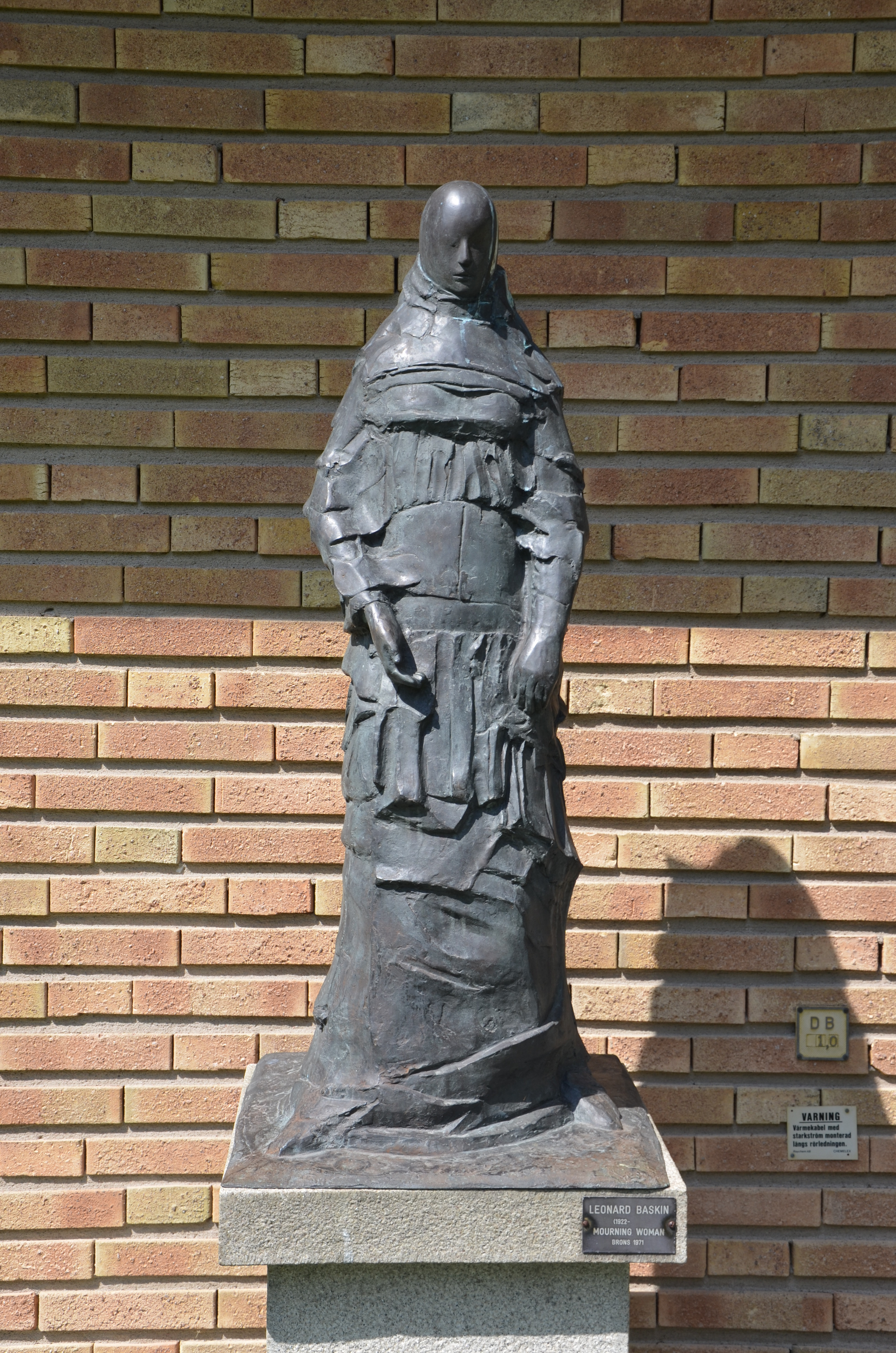
Mourning woman, Marabouparken

Leonard Baskin född 15 augusti 1922 i New Brunswick i New Jersey, död 3 juni 2000, var en amerikansk skulptör, bokillustratör, grafiker och författare. 

## Liv och karriär
Under studietiden vid Yaleuniversitetet grundade Leonard Baskin bokförlaget Gehenna Press.
Mellan 1953 och 1974 undervisade han i grafik och skulptur vid Smith College i Northampton, Massachusetts, och därefter var han även verksam vid Hampshire college i Amherst i samma delstat.
Han levde större delen av sitt liv i USA, men tillbringade nio år i sydvästra England, i Devon på Lurley Manor, nära Tiverton. Där bodde även vännen och författaren Ted Hughes. Baskin illustrerade Hughes diktbok Kråka (Crow) vilken utgavs i original 1970.  Baskin och Hughes kände varandra sedan 1950-talet, då Ted Hughes tillsammans med Sylvia Plath hade bott i Amherst. Liksom Baskin hade Ted Hughes undervisat vid stadens college. 
Till Baskins offentliga uppdrag hör en relief vid Franklin D Roosevelt monumentet i Washington D.C. samt en bronsstaty vid ett minnesmärke i Ann Arbor över förintelsens offer. Verk av Baskin köptes in av flera stora museer, bland annat Metropolitan Museum of Art, Museum of Modern Art samt av British Museum     Verk av Baskin ingår i Marabouparkens skulptursamling i Sundbyberg i Sverige. Baskins arkiv från arbetet vid Gehenna Press förvärvades 2009 av Bodleianbiblioteket i Oxford, Storbritannien. Han avled 2000 77 år gammal. The Art Institute of Portland har rest ett minnesmärke över Baskin.
Leonard Baskin var kusin till den amerikanska dansaren och koreografen Sophie Maslow.
Baskin finns även representerad vid bland annat Moderna museet, Göteborgs konstmuseum, Victoria and Albert Museum, Nasjonalmuseet, Whitney Museum of American Art, Smithsonian American Art Museum], Art Institute of Chicago, Philadelphia Museum of Art, Minneapolis Institute of Art, Tate Modern, National Gallery of Art och Nelson-Atkins Museum of Art.

## Offentliga verk i Sverige i urval
- Sörjande kvinna (1971), brons, Marabouparken i Sundbyberg
- Den förlorade sonen (1971), brons, Marabouparken i Sundbyberg
- Isak (1973), brons, Marabouparken i Sundbyberg

## Utmärkelser
- Guggenheim Fellowship
- Gold Medal of The American Academy of Arts and Letters
- Special Medal of Merit of the American Institute of Graphic Arts
- Gold Medal of the National Academy of Design